# Liste des évêques de Metuchen
cette page présente la liste des évêques de Metuchen
Le diocèse de Metuchen (en) (Dioecesis Metuchensis) est créé le 19 novembre 1981, par détachement de celui de Trenton. Son siège est Metuchen, dans le New Jersey, aux États-Unis. 

## Sont évêques
- 19 novembre 1981- 30 mai 1986 : Theodore McCarrick (Theodore Edgar McCarrick)
- 11 décembre 1986-8 juillet 1997 : Edward Hughes (Edward Thomas Hughes)
- 8 juillet 1997-4 janvier 2002 : Vincent Breen (Vincent DePaul Breen)
- 4 janvier 2002- 8 mars 2016 : Paul Bootkoski (Paul Gregory Bootkoski)
- depuis le 8 mars 2016 : James Checchio (James Francis Checchio)

## Sources
- Fiche du diocèse sur le site catholic-hierarchy.org